# Жоау Діогу Женнінгс
Жоау Діогу Женнінгс (порт.-браз. João Diogo Jennings; нар. 13 січня 1999, Сантарем, Бразилія) — бразильський футболіст, нападник клубу «Фігейренсе».

## Життєпис
Народився в місті Сантарем, штат Пара. Вихованець клубу «Крузейро», у футболці якого 2018 року виграв Лігу Мінейро U-20. Того ж року перейшов до «Фігейренсе», де спочатку виступав за молодіжні команди клубу. За першу команду дебютував 7 березня 2019 року в нічийному (0:0) виїзному поєдинку 9-о туру Ліги Катаріненсе проти «Марсіліо Діаша». Жоау вийшов на поле в стартовому складі та відіграв увесь матч, а на 88-й хвилині отримав жовту картку. Дебютним голом за «Фігейренсе» відзначився 2 березня 2019 року на 59-й хвилині переможного (2:1) домашнього поєдинку Ліги Катаріненсе проти «Атлетіко Тубарао». Діого вийшов на поле в стартовому складі, а на 68-й хвилині його замінив Матеуш. Дебютував за команду в бразильській Серії B 27 квітня 2019 року в нічийному (0:0) виїзному поєдинку 1-о туру проти «Гуарані». Жоау вийшов на поле в стартовому складі, а на 80й хвилині його замінив Гільєрме. Дебютним голом у Серії B відзначився 4 травня 2019 року на 86-й хвилині нічийного (2:2) домашнього поєдинку 2-о туру проти «Сан-Бенту». Діогу вийшов на поле в стартовому складі та відіграв увесь матч, а на 90+4-й хвилині отримав жовту картку. У складі «Фігейренсе» в другому дивізіоні бразильського чемпіонату зіграв 8 матчів (2 голи), ще 9 поєдинків (1 гол) провів у Лізі Катаріненсе.
5 серпня 2019 року відправився в оренду у «Карпати».

## Досягнення
«Крузейро»
- Ліга Мінейро
  -  Чемпіон (1): 2018